# Engelbert von Admont
Engelbert von Admont (* um 1250 in Volkersdorf, Gemeinde Purgstall bei Eggersdorf in der Steiermark; † 10. April oder 12. Mai 1331 in Admont, Steiermark) war von 1297 bis 1327 Abt von Admont.

## Leben
Engelbert von Admont gilt als einer der universalsten Geister des mittelalterlichen Österreich und jedenfalls als der vielseitigste Gelehrte in der Geschichte des Stiftes Admont.
Die Grundlagen für diesen ungewöhnlich weit gespannten Horizont seiner Gelehrsamkeit und seinen Kenntnisreichtum hat sich der „österreichische Albertus Magnus“ in einer gediegenen Ausbildung von 1271 bis 1285 zunächst in Prag unter anderem bei Mistr Bohumil und dann insbesondere in Padua erworben. Er machte sich hier speziell mit dem aristotelischen Denken vertraut und konnte dann die Schriften des griechischen Philosophen für sein eigenes Werk nutzen. Auch dieser rezeptions- und wissenschaftsgeschichtliche Aspekt hat in der Forschung immer wieder Beachtung gefunden.
Er leitete das Stift Admont als Abt von 1297 bis 1327. Sein Andenken wird im Hause seit eh und je in hohen Ehren gehalten: Mitunter hat man ihn sogar stillschweigend der Schar der Heiligen oder doch der Seligen zugezählt, und schon seit Jahrhunderten trägt jeweils ein Klosterangehöriger seinen Namen. Bei den Zeitgenossen war er allerdings nicht unumstritten, und in seinem Konvent soll es sogar Stimmen gegeben haben, die ihn – vielleicht gerade wegen seines ausgeprägten Hanges zur Gelehrsamkeit – als untauglich für das Amt des Stiftsvorstehers bezeichneten.
Das wissenschaftliche Werk des Engelbert von Admont, das aus mehr als 40 größeren und kleineren Abhandlungen besteht, umfasst sowohl philosophische als auch theologische Traktate, womit sich dieser Abt als der wohl fruchtbarste benediktinische Autor seiner Zeit im mitteleuropäischen Raum erweist. Innerhalb der erstgenannten Gruppe unterscheidet er selbst zwischen natur- und moralphilosophischen Werken, wobei unter den letzteren vor allem seine umfangreichen staatstheoretischen Schriften in der Forschung großes Interesse gefunden haben. Die Musikwissenschaft verdankt ihm den einzigen in Österreich entstandenen musiktheoretischen Traktat des Mittelalters, und als Theologe wird Engelbert immer mehr in seiner Bedeutung als durchaus eigenständiger scholastischer Denker anerkannt.
In einem Brief an Magister Ulrich in Wien gibt Engelbert Ratschläge für Studenten. Erstens empfiehlt er, der Reihe nach vorzugehen. Man soll nicht sprungweise vorgehen, sondern die Bücher in der Abfolge der Überlieferung und der wissenschaftlichen Theorien hören. Zweitens soll man sich immer nur mit einem Studium beschäftigen. Man soll weder ein anderes Studium einschieben, noch sich mit mehreren Wissensgebieten gleichzeitig beschäftigen. Drittens soll man auf dem begonnenen Studium beharren bis zum Ende des angefangenen Werkes. In Engelberts Brief ist eine Liste seiner Werke enthalten. Er will auf diese Weise sichergehen, dass sich kein anderer eines dieser Werke zuschreibt. Sollte Ulrich eines dieser Werke noch nicht haben, ist Engelbert gerne bereit, es ihm zu schicken. Engelberts Brief ist für seine Zeit einmalig und gibt interessante Einblicke in seinen Werdegang und in das intellektuelle Leben. 
Abt Engelbert nimmt jedoch nicht nur als Philosoph und Theologe einen besonderen Platz in der Geistesgeschichte des Stiftes ein, sondern lässt sich auch mit zwei der großartigsten Kunstwerke in Zusammenhang bringen, die je in Admont vorhanden waren: Während seiner Studienzeit in Padua dürfte er dort jenes prächtige Missale in Auftrag gegeben haben, das zu den herausragenden buchkünstlerischen Leistungen seiner Zeit zu rechnen ist und sich nunmehr in der Gulbenkian-Stiftung in Lissabon befindet. Als Abt von Admont hat er dann die wunderbare Marien-Statue beschafft, die zur „Admonter Madonna“ schlechthin geworden ist; sie wurde ebenso wie das Missale 1936 veräußert und steht nun in der Alten Galerie in Graz.

## Werk
Engelbert verfasste zahlreiche Abhandlungen dogmatisch-theologischen, naturphilosophischen, musikmethodischen sowie staatspolitischen Inhalts.
Exemplarisch:
- De regimine principum (um 1300)
- Speculum virtutum (um 1310)
- De ortu et fini Romani Imperii (um 1312)